# Tacnazo
El Tacnazo fue un golpe de Estado en Perú realizado por el entonces general de división Francisco Morales Bermúdez, en ese entonces ejerciendo como primer ministro, contra el gobierno del presidente de facto Juan Velasco Alvarado en 1975. Tras el golpe, Morales Bermúdez se convirtió en líder del autodenominado Gobierno Revolucionario de la Fuerza Armada hasta 1980.

## Antecedentes

### Crisis y el Limazo
Para 1974 se sucede una crisis económica que provoca la multiplicación de huelgas contra el régimen. El miércoles 5 de febrero de 1975 se produjeron saqueos e incendios. Esto fue agravado con la huelga policial que generó más de cien muertos, mil heridos de bala y numerosos daños materiales. La huelga policial y el vandalismo civil fueron reprimidos por las fuerzas militares.

### Cuestión de la sucesión
El 28 de febrero del mismo año, Velasco Alvarado tuvo un derrame cerebral. La situación de su salud y la sucesión tomó, ante ello, un carácter más urgente. Además, se promovieron diversas medidas, entre ellas, la reorganización del SINAMOS y la conformación del Comité Provisional de la Organización Política de la Revolución Peruana (OPRP).

### Presencia en Tacna
En la mañana del jueves 28 de agosto de 1975, la ceremonia del homenaje a la mujer tacneña previa a la procesión de la Bandera se realizaba en la plaza de Alto de Lima, con la presencia del entonces Premier Francisco Morales Bermúdez y los jefes de las regiones militares y sin la presencia de Velasco Alvarado, quien se encontraba en Lima. 

## El golpe militar
El golpe fue una sublevación militar realizada en la ciudad de Tacna el  29 de agosto, un día después del aniversario de la Reincorporación de Tacna al Perú, y fue apoyada por muchos integrantes de las Fuerzas Armadas del Perú.
Al comenzar el nuevo día a las 2:00 a.m., Bermúdez y los jefes regionales se reúnen en privado en el cuartel Tarapacá, en las faldas del cerro Arunta. Las primeras noticias se escuchan en emisoras de radio ubicadas en localidades chilenas fronterizas con Perú sobre el golpe a Velasco.
Una de las emisoras locales de Tacna, Radio Bicolor de Tacna, brinda un adelanto informativo

Velasco ha sido destituido...por haber desviado el proceso revolucionario de la fuerza armada, iniciado el 3 de octubre de 1968 y por su personalismo...Juan Velasco Alvarado no se encontraba en la posesión de sus facultades mentales para seguir en su tarea de gobernante.

En Lima Velasco ya se encontraba reunido con su gabinete y estaba aceptando el cambio en el poder y dejar el Palacio de Gobierno.
En Tacna, luego de los rápidos preparativos ante la noticia, se organiza un discurso en el Paseo Cívico donde Morales Bermúdez emite su primer discurso como presidente. Junto a él estaba su esposa Rosa Pedraglio, todos los ministros y jefes regionales. También se encontraba el General de Brigada Artemio García Vargas jefe del Destacamento Tacna, quien luego ocuparía el puestro de ministro de Transportes y Comunicaciones bajo el nuevo régimen de facto.

## Consecuencias
Después de estos eventos, se produjo una purga en el Ejército y otros estamentos civiles, por lo que los partidarios de Velasco tuvieron que renunciar o dejar los puestos encargados.
Morales Bermúdez impulsó un cambio ideológico en el seno de la dictadura militar, pero continuó usando la denominación «Gobierno Revolucionario de la Fuerza Armada» usada por su predecesor para denominar al Gobierno.
Fue forzado a llamar a la Asamblea Constituyente en 1978 que fue presidida por Víctor Raúl Haya de la Torre debido a unas fuertes protestas de carácter multitudinario, el paro nacional del 19 de julio de 1977, en la cual se paralizó el país e hizo notar el profundo rechazo de la población hacia el nuevo régimen. Morales Bermúdez convocó a nuevas elecciones en 1980, en las cuales salió ganador Fernando Belaúnde Terry.